# Corwen
Corwen est une ville galloise située dans le comté du Denbighshire. En 2011, sa population était de 2 325 habitants.

## Personnalités
- Nicola Tustain (1977), cavalière britannique de dressage handisport, est née à Corwen.

## Source de la traduction
- (en) Cet article est partiellement ou en totalité issu de l’article de Wikipédia en anglais intitulé « Corwen » (voir la liste des auteurs).